# Европейский листопалый геккон
Европейский листопалый геккон (лат. Euleptes europaea) — вид гекконов из семейства Sphaerodactylidae, единственный в роде Euleptes. 
Достигает длины 6—8 см. Имеет короткое, сплюснутое туловище с маленькой яйцевидной головой. Туловище покрыто однородной мелкой чешуей и чётко отделено от хвоста. Окраска геккона серо-жёлтого цвета с тёмными поперечными полосами и чёрными пятнышками, расположенными настолько густо, что животное выглядит почти чёрным. У возбуждённых ящериц эти пятнышки исчезают, а поперечные полосы становятся отчетливо видны на светлом фоне.
Любит каменистую местность. Может жить на высоте до 1000 метров над уровнем моря. В дневное время прячется под камнями или корой деревьев, выходя на охоту лишь с наступлением сумерек. Передвигается очень быстро и, спасаясь от опасности, способен совершать прыжки до 20—25 см в длину. Питается насекомыми и наземными членистоногими.
Яйцекладущая ящерица. В июне самка откладывает 2 яйца размером с горошину под камнями или под корой деревьев. Через 8—12 недель появляются молодые гекконы длиной 1—2 см.
Вид распространён на юге Италии, в Тунисе, на острове Корсика, некоторых небольших островах Средиземного моря. Во Франции находится под охраной.